# Xenochlorodes petitaria
Xenochlorodes petitaria là một loài bướm đêm trong họ Geometridae.